# La fiamma che non si spegne
La fiamma che non si spegne è un film italiano del 1949 diretto da Vittorio Cottafavi.

## Trama
Giuseppe Manfredi, figlio minore di un agricoltore, decide di entrare nell'Arma dei Carabinieri, prima di partire per il fronte della prima guerra mondiale sposa la fidanzata Maria.
Giuseppe muore al fronte lasciando soli la moglie e il figlio appena nato Luigi, che diventando adulto segue le orme del padre arruolandosi anche lui nell'Arma. Con l'inizio della seconda guerra mondiale viene inviato dal comando sul fronte africano, da dove causa malattia viene trasferito col grado di brigadiere nella stazione vicina al suo paese natale.
Dopo l'uccisione di due soldati tedeschi, vengono catturati per la rappresaglia dieci uomini per essere fucilati. Luigi decide di incolparsi dell'attentato e muore, salvando così i suoi compaesani.

## Distribuzione
Il film venne distribuito nel circuito cinematografico italiano il 21 settembre del 1949.

## Critica
Il film non fu ben accolto dalla critica, specialmente quella di sinistra, che accusò il film di simpatie verso il defunto regime fascista.